# Proshermacha wilga
Espèce
Proshermacha wilga est une espèce d'araignées mygalomorphes de la famille des Anamidae.

## Distribution
Cette espèce est endémique du Great Southern en Australie-Occidentale,. Elle se rencontre vers Ravensthorpe (en).

## Description
Le mâle holotype mesure 21,21 mm et la femelle paratype 26,82 mm.

## Systématique et taxinomie
Cette espèce a été décrite par Leenders, Beach et Harvey en 2023.

## Publication originale
- Leenders, Beach & Harvey, 2023 : « A new species of open-holed trapdoor spider of the genus Proshermacha (Mygalomorphae: Anamidae) from Western Australia. » Australian Journal of Taxonomy, vol. 20, p. 1-10 (texte intégral).